# Pokhara
Pokhara (nepáli: पोखरा , Pokharā)  város Nepálban, az ország középső részén, Katmandutól kb. 150–200 km-re északnyugatra. Lakossága 255 ezer fő volt 2011-ben ezzel az ország második legnagyobb városa.
Egy völgy mélyén, kb. 900 méter magasságban fekszik. Mivel ez a terület viszonylag alacsonyan van, klímája elég meleg ahhoz, hogy a környező vidéken rizst, kávét és citrusféléket termesszenek. Északra tőle az Annapurna hegylánc tornyosul a város fölé.

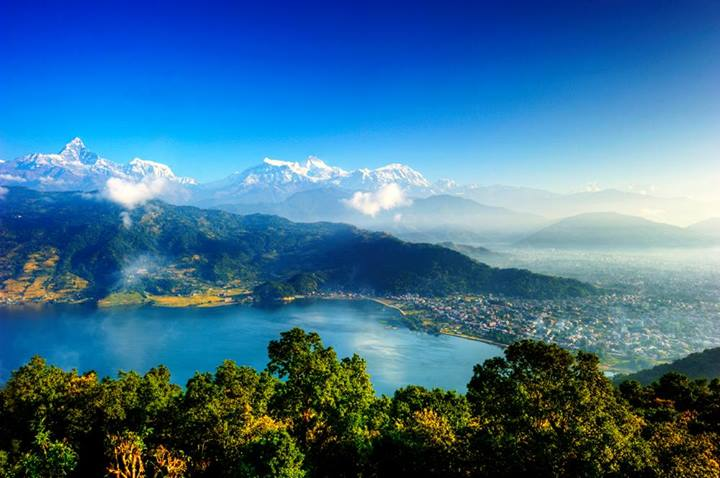
Pokhara

A Himalájába tartó hegymászók gyakran innen indulnak útnak. A város viszonylag modern és kevés építészeti látnivalót kínál. Pár látnivalója közül a vallási építmények emelhetők ki (Tal Barahi-templom, Bindhyabasini-templom stb.)  A város közelében fekszik, az Ananda egyik csúcsán, a buddhista, pagoda stílusú emlékmű, a Santi-sztúpa (Világbéke-pagoda).

## Fordítás
Ez a szócikk részben vagy egészben  a   Pokhara című angol Wikipédia-szócikk fordításán alapul.  Az eredeti cikk szerkesztőit annak laptörténete sorolja fel. Ez a jelzés csupán a megfogalmazás eredetét és a szerzői jogokat jelzi, nem szolgál a cikkben szereplő információk forrásmegjelöléseként.